# Kinetoplastea
I cinetoplastidi sono un gruppo di protozoi flagellati che conta anche numerosi parassiti responsabili di patologie umane ed animali. Presenti nel suolo e nelle acque, essi sono caratterizzati dalla presenza di un cinetoplasto, un granulo contenente DNA localizzato presso i mitocondri ed associati alla base dei flagelli.
I cinetoplastidi sono stati originariamente caratterizzati da Honigberg nel 1961 come Kinetoplastida. Sono tradizionalmente divisi nei biflagellati Bodonidae e gli uniflagellati Trypanosomatidae.